# Теологический детерминизм
Теологический детерминизм — философская концепция, согласно которой всё в мире предопределено божественным замыслом или волей. Учение утверждает, что Бог, как всеведущее и всемогущее существо, знает и предопределяет каждое событие, происходящее во времени и пространстве, включая все человеческие действия и решения. Будущее является фиксированным и неизменным, и хотя люди могут испытывать иллюзию свободы выбора, на самом деле все действия уже заранее определены всевышним планом. Концепция ставит под вопрос возможность истинной свободы воли и моральной ответственности, поскольку если все действия предопределены, то человек не может быть полностью ответственным за свои поступки. Существует и является предметом обсуждения среди джайнизма, иудаизма, христианства, ислама и философских традиций, особенно в контексте проблемы зла и божественного провидения. Поддерживается сторонниками классического пантеизма, стоицизма, в частности, Бенедиктом Спиноза.

## Виды теологического детерминизма
Существуют две формы теологического детерминизма: сильный и слабый теологический детерминизм.
- Сильный теологический детерминизм основан на концепции бога-творца, диктующего все события в истории: «всё, что происходит, было предопределены, всеведающим и всемогущим божеством»[3].
- Слабый теологический детерминизм, основан на концепции божественного предвидения — «поскольку всезнание Бога совершенно, то, что Бог знает о будущем, неизбежно произойдет, что означает, следовательно, что будущее уже зафиксировано»[4]. Подтверждается в джайнизме и энергично защищается сектой Кандзи (Kanji) джайнизма, которая требует веры в неё, как необходимое условие и первый шаг к освобождению. Они часто цитируют Эйнштейна в поддержку своего тезиса: «События не происходят. Они уже существуют и видны на машине времени»[5]. Эта форма также допускает множественность богов, поскольку нет противоречия в достижении всеведения несколькими сущностями.

Существуют небольшие вариации на тему вышеприведённой классификации. Некоторые утверждают, что теологический детерминизм требует предопределения всех событий и результатов, божеством (то есть они не классифицируют более слабую версию как «теологический детерминизм», если не предполагается отрицание либертарной свободы воли как следствия), или, что более слабая версия вообще не является «теологическим детерминизмом». Теологический детерминизм также можно рассматривать как форму каузального детерминизма, в котором предшествующими условиями являются природа и воля Бога. Что касается свободы воли и классификации теологического компатибилизма/инкомпатибилизма ниже, «теологический детерминизм — тезис о том, что Бог существует и обладает непогрешимым знанием всех истинных утверждений, включая утверждения о наших будущих действиях», более минимальный критерий, призванный охватить все формы теологического детерминизма.

## Свобода воли и теологический детерминизм

Упрощённая таксономия философских позиций относительно свободы воли и теологического детерминизма.

Существуют различные последствия для метафизической либертарной свободы воли как следствия теологического детерминизма и его философской интерпретации.
- Сильный теологический детерминизм не совместим с метафизической либертарианской свободой воли и является формой жесткого теологического детерминизма (эквивалент теологического фатализма ниже). Он утверждает, что свободы воли не существует, и Бог имеет абсолютный контроль над действиями человека. Сильный теологический детерминизм по своим последствиям схож с жестким детерминизмом, хотя он не аннулирует компатибилистскую свободу воли[10]. Сильный теологический детерминизм — это форма теологического некомпатибилизма (см. рисунок, вверху слева).
- Слабый теологический детерминизм либо совместим, либо несовместим с метафизической либертарной свободой воли в зависимости от философской интерпретации всеведения — и как таковой интерпретируется либо как форма сильного теологического детерминизма (известного как теологический фатализма), либо как слабый теологический детерминизм (терминология используется только для ясности). Слабый теологический детерминизм утверждает, что люди (или все организмы, согласно джайнизму, поскольку в противном случае они никогда не смогут эволюционировать из своего первичного существования в отсутствие создателя или руководителя вселенной, согласно аргументу, аналогичному теореме о свободе воли) обладают свободной волей в выборе своих действий, считая, что Бог, хотя и знает об их действиях до того, как они произойдут, не влияет на результат. Они считают, что Божье провидение «совместимо» с добровольным выбором. Слабый теологический детерминизм известен как теологический компатибилизм (см. рисунок, вверху справа). Этой точки зрения придерживается джайнизм.

Отказ от теологического детерминизма (или божественного предвидения) также классифицируется как теологический некомпатибилизм (смотрите рисунок) и имеет отношение к более общему обсуждению свободы воли.
Основной аргумент в пользу теологического фатализма в случае слабого теологического детерминизма заключается в следующем:
1. Предполагать божественное предвидение или всеведение;
2. Непогрешимое предвидение подразумевает судьбу (точно известно, что человек будет делать);
3. Судьба исключает альтернативные возможности (человек не может поступить иначе);
4. Утверждение о несовместимости с метафизической либертарианской свободой воли;

Этот аргумент часто принимается за основу теологического некомпатибилизма: отрицание либо либертарной свободы воли, либо божественного предвидения (всеведения) и, следовательно, теологического детерминизма. С другой стороны, теологический компатибилизм должен попытаться найти в нём проблемы. Формальная версия аргумента опирается на ряд предпосылок, многие из которых в той или иной степени вызывают споры. Ответы теологических компатибилистов включают:
- Отрицать истинную ценность будущих случайностей, как это предлагал, например, Аристотель (хотя это отрицает предвидение и, следовательно, теологический детерминизм).
- Утверждение различий в вневременном знании (независимость от пространства-времени) — подход, которого придерживались, например, Боэций[11], Фома Аквинский[12], и Клайв Стейплз Льюис[13].
- Отрицание принципа альтернативных возможностей: «Если вы не можете поступить иначе, когда совершаете действие, вы не действуете свободно». Например, человек-наблюдатель в принципе может иметь машину времени, которая может определить, что произойдёт в будущем, но существование этой машины или её использование никак не влияет на исход событий[14].

## История
Многие христиане выступали против мнения, что у людей нет свободы воли. Святой Фома Аквинский, средневековый католический теолог, твёрдо верил в наличие у человечества свободы воли. Однако, несмотря на желание защитить доктрину свободы воли, он в конечном итоге пришел к тому, что сегодня называется компатибилизм или «слабый детерминизм». Иезуиты были одними из ведущих противников такой точки зрения, потому что считали, что божественная благодать является реальной, в том смысле, что благодать, среди прочего, предполагает участие, и что люди могут свободно пользоваться благодатью посредством посредничества между их собственными несовершенными волями и бесконечным милосердием Божьим.
Вопросы свободы воли и предопределения в христианской теологии очень сложно и тонко переплетаются. С одной стороны, вера в свободу воли подразумевает ответственность человека за свои поступки перед Богом и обществом. С другой стороны, признание божественного провидения и предопределения может вести к мысли о том, что все наши действия уже заранее определены высшими силами. Именно в этом напряжении между свободой и необходимостью и раскрывается глубина христианского учения о спасении и благодати.

### Мартин Лютер и Эразм Роттердамский
В те времена, когда Европа была охвачена бурей Реформации, два великих ума — Мартин Лютер и Эразм Роттердамский — вступили в богословский спор, который потряс основы христианской мысли. Эразм, великий гуманист своего времени, в своём трактате «Диатриба или Рассуждение о свободной воле» утверждает, что Бог наделил человека свободой выбора и считает, что, несмотря на грехопадение Адама и Евы, люди сохраняют способность творить добро или зло, и именно эта способность делает существо достойным спасения или осуждения.
Лютер же, страстный проповедник и протестантский реформатор, в своём ответном трактате «О рабстве воли» рисует совершенно иной образ человечества. Человек, ослеплённый грехом, не способен самостоятельно достичь благочестия и что только абсолютная вера в Божью благодать может привести к спасению. Вопрос автономии лежит в основе религиозных разногласий, людьми манипулирует грех. Люди знают, что является нравственно правильным, но не могут быть в таком состояния всегда, из чего он заключил, что люди должны отказаться от стремления творить добро в своём падшем состоянии и своими силами, поскольку только так можно обрести спасение. Мнение нашло отражение в доктрине «Sola fide» («Только верою»), согласно которой спасение достигается исключительно через веру, а не через заслуженные добрые дела. Лютер также считал, что грехопадение Адама и Евы, о котором говорится в Библии, подтверждает эту идею.
Два противоположных взгляда разделили христианский мир на противоборствующие лагеря, ибо вопрос о свободе воли и предопределении затрагивает самые глубинные аспекты человеческого существования и отношения человека с Богом. Эразм, с его надеждой на человеческую добродетель и ответственность, и Лютер, с его убеждением в абсолютной зависимости человека от Божьей воли, представляют собой две крайности одного спектра, в рамках которого каждый верующий должен сам для себя определить жизненный путь.